# Andinobates claudiae
Andinobates claudiae é uma espécie de anfíbio da família Dendrobatidae.
É endémica do Panamá.
Os seus habitats naturais são: florestas subtropicais ou tropicais húmidas de baixa altitude.
Está ameaçada por perda de habitat.

## Habitat
Ele vive em  áreas escuras na serrapilheira (solo pobre em nutrientes) de florestas, e também em Heliconias. Ele também é associado com encostas íngremes. Sua população é densa, com 2 a 3 animais por metro quadrado.

## Reprodução
O macho produz um curto chamado, parecido com um zumbido, durante a maior parte do dia, mas descansa ao meio dia. A fêmea coloca de um a quatro ovos na serrapilheira, que costumam ser guardados pelo macho. Os locais mais escolhidos para a deposição dos ovos são depósitos de água em planta, ao nível do chão, como buracos baixos em troncos ocos de árvore ou em Dieffenbachias, bem como poças de água em folhas no chão. Em cativeiro os filhotes devem ser criados sozinhos para evitar canibalismo.

## Descoberta
Elas não tinham sido descritas até bem recentemente, possivelmente por causa da sua semelhança com a espécie Phyllobates lugubris, só sendo estudadas por Tommy Ostrowski, um cientista alemão.